# Orobanche teucrii
Orobanche de la Germandrée
Espèce
Classification phylogénétique
Orobanche teucrii, l'Orobanche de la Germandrée, est une espèce de plantes herbacées parasites, dépourvues de chlorophylle, du genre Orobanche et de la famille des Orobanchaceae.

## Biologie
Cette espèce parasite les espèces du genre Teucrium (Germandrée), surtout Teucrium chamaedrys et Teucrium montanum. Les graines sont très petites et nombreuses (100 000 par individu), à pouvoir germinatif très long. Les plantules sont munies de suçoirs qui attaquent la plante hôte. Les fleurs apparaissent tardivement et marquent la fin de vie de l'orobanche. Cette espèce est un géophyte à bulbe. Floraison d'avril à juin.

## Description
Elle mesure de 10 à 40 cm de hauteur. Ce sont des plantes sans chlorophylle, de couleur brun-ocre. Les feuilles sont réduites en écailles. Les fleurs, sessiles, jaunes à rougeâtres sont disposées en épi de rarement plus de 15 fleurs. Leurs stigmates sont rouge-violacé.

## Répartition
Europe méridionale et centrale.
Très dispersée en France calcaire. De 0 à 1 700 mètres d'altitude.
Au début du XXe siècle, Gaston Bonnier présentait l'espèce comme vivant à l'Est de la France, au Sud-Est et çà et là dans le reste du pays.

## Biotope
Éboulis, pelouses calcicoles xérophiles.

## Statut de protection
Cette espèce est inscrite dans la liste des espèces végétales protégées en Champagne-Ardenne.

## Synonymes
- Orobanche atropurpurea F.W.Schultz
- Orobanche atrorubens F.W.Schultz
- Orobanche congesta Rchb.f.
- Orobanche teucrionepiphyta St.-Lag.
- Catodiacrum rubidum Dulac